# Тиктинский, Эдуард Саульевич
Эдуа́рд Сау́льевич Тикти́нский (род. 18 октября 1972, Ленинград) — российский предприниматель, председатель совета директоров, основатель и собственник Группы RBI.

## Биография и карьера
Родился 18 октября 1972 г. в Ленинграде в семье врачей-терапевтов.
Окончил экономический факультет Ленинградского государственного политехнического института по специальности инженера-экономиста и Высшие курсы по экономике и приватизации Европейского банка реконструкции и развития.
В 1992 году работал менеджером проекта в Международном Центре содействия предпринимательству и бизнесу (проект Европейского банка реконструкции и развития). Затем короткое время работал в агентстве недвижимости «Интероксидентал».
С 1993 года — основатель и председатель совета директоров Группы RBI. Компания ведет девелоперскую деятельность в сфере жилого и коммерческого строительства и объединяет несколько брендов: RBI (элитная недвижимость и бизнес-класс), «Северный город» (комфорт-класс), «Управление комфортом» (эксплуатация недвижимости), «ОтделМастер» (отделка квартир), RBI PM (управление апарт-отелями), «Живи красиво» (агентство недвижимости). К 2019 году за 25 лет работы компания Эдуарда Тиктинского реализовала в Санкт-Петербурге и Ленинградской области 67 проектов разного класса общей площадью свыше 1,5 млн кв. метров. В стройке и проектировании – порядка 700 тыс. кв. метров.
Эдуард Тиктинский – «Персона года» по версии федеральной премии в сфере недвижимости Urban Awards 2018, победитель в номинации «Эксперт в сфере бизнеса и инноваций» конкурса «Эксперт года 2017», Почетный строитель России, обладатель ордена «За заслуги в строительстве», один из девелоперов, внесших наибольший личный вклад в развитие отрасли за последнее десятилетие по итогам «PROESTATE Awards. Лучшие за 10 лет».
В 2015 году инвестировал в стартап по доставке продуктовых наборов с рецептами для приготовления ужинов «Партия еды», которая за три года стала лидером в сегменте food-tech. В 2018 году 83,3% «Партии еды», в т. ч. долю Эдуарда Тиктинского, приобрел Яндекс. В 2018 году приобрел 29,33% акций стримингового сервиса Muzlab.

## Общественная деятельность
Эдуард Тиктинский – постоянный участник профессиональных дискуссий и востребованный эксперт в СМИ. В 2017 году вошел в топ-20 по цитируемости в рейтинге газеты «Коммерсантъ», удостоен премии «Ньюсмейкер года» газеты «Деловой Петербург».
Частью своей жизненной миссии считает развитие предпринимательства в России и поддержку молодых предпринимателей. В качестве эксперта и члена жюри участвует в «Премии РБК Петербург» и премии «Молодые миллионеры», выступает с лекциями в вузах и на других площадках. Ведет личную страницу в Facebook, делится рекомендациями и рецензиями на бизнес-литературу в рамках проекта SILA Project. 
Занимает активную позицию по вопросу развития исторического центра Санкт-Петербурга, в 2018 году неоднократно выступал в прямом эфире городских телеканалов.
В 2017 году стартовал медиа-цикл «Разговор со смыслом» – авторский цикл программ Эдуарда Тиктинского, посвященный человеку, его мировоззрению и его роли в собственной судьбе. Гостями цикла в 2017-2018 годах стали историк Лев Лурье, искусствовед Михаил Казиник, бизнес-тренер Владимир Тарасов, фотограф Сергей Максимишин, тележурналист Кирилл Набутов и другие.

## Семья и личная жизнь
Женат, воспитывает двух сыновей.
Хобби: гольф, классическая музыка, психология, восточная философия, энергетические практики.